# عقده ناپلئونی

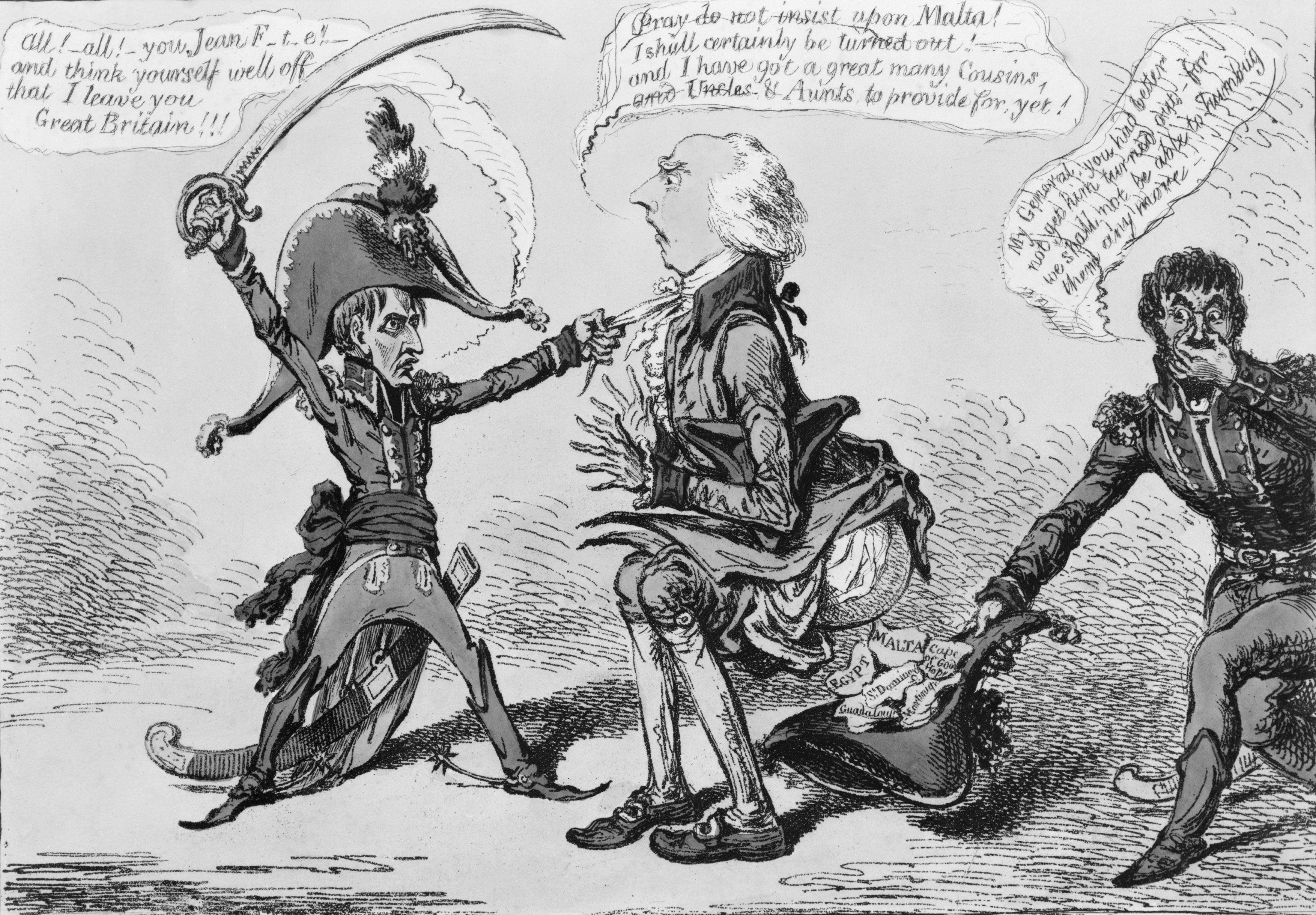
تبلیغات بریتانیایی که بیان می‌کرد ناپلئون کوتاه قد است.

عقدهٔ ناپلئونی (به انگلیسی: Napoleon complex)، یک اصطلاح غیررسمی برای نوعی پدیده روانی که در افراد کوتاه قد وجود دارد. این اصطلاح اشاره به رفتارهای پرخاشگرانه و قدرت طلبانه افراد کوتاه‌قد دارد و بیان می‌کند این رفتار نوعی جبران برای کوتاهی‌قد آنان است. ریشه نامی این اصطلاح هم اشاره ناپلئون بناپارت دارد که همواره دستور می‌داد نقاشان همواره تصویر بالاتنه او را بکشند تا کوتاهی وی در تصاویر مشخص نشود. قد ناپلئون ۱۶۹-۱۶۸ سانتی‌متر بود.